# Ordine dello Spirito Santo

L'Ordre du Saint-Esprit (Ordine dello Spirito Santo), anche conosciuto come Ordine del Cordon Bleu, fu nei due secoli e mezzo della sua esistenza, il più prestigioso ordine cavalleresco della monarchia francese, e uno dei più importanti d'Europa.

## Storia dell'Ordine
Il 31 dicembre 1578, in piena guerra di religione, Enrico III fondò l'Ordre du Saint-Esprit, il cui scopo era di proteggere il Re di Francia, in quanto persona sacra.
Il monarca scelse il nome di Spirito Santo per quest'Ordine, in riferimento alla sua propria nascita, alla sua incoronazione sul trono di Polonia, e in seguito su quello di Francia, tre avvenimenti accaduti il giorno della Pentecoste. L’idea gli balenò a Venezia, dove aveva visto il manoscritto originale di un Ordine del Saint Esprit o Droit Desir fondato nel 1353 da Luigi d’Angiò, re titolare di Gerusalemme e di Sicilia e marito di Giovanna, regina di Napoli e contessa di Provenza, e posto sotto la protezione di San Nicola di Bari, la cui immagine era riprodotta sul pendaglio del collare. Enrico III si rese conto che l’Ordine di San Michele si era prostituito e degradato nel corso delle guerre civili, e decise perciò di affiancare ad esso il nuovo ordine dello Spirito Santo e di attribuirli insieme; per questo chi venne creato cavaliere dello Spirito Santo viene chiamato chevalier des ordres du roi.
Benché quest'Ordine fosse inizialmente riservato ai più alti dignitari del regno, il re Enrico IV permise ad un numero ristretto di monarchi e di grandi signori stranieri di confessione cattolica, d'entrarvi. Un tributo specifico chiamato marco d'oro fu stabilito per provvedere ai bisogni dell'Ordine, la cui sede si trovava presso il convento dei Grands Augustins a Parigi. Il suo motto era: Duce et Auspice.
Soppresso nel 1791 durante la Rivoluzione francese, l'Ordre du Saint-Esprit fu ripristinato nel 1814 dal re Luigi XVIII e definitivamente abolito da Luigi Filippo I nel 1830.
In seguito divenne un ordine dinastico e fu conferito a diversi pretendenti al trono di Francia.

## Organizzazione
L'ordine era dotato di personalità giuridica e ciò permetteva particolarmente al sovrano di utilizzarlo per riscuotere i prestiti. La direzione era riservata al re che ne era il sovrano gran maestro (souverain grand maître). L'amministrazione dell'ordine era affidata a diversi ufficiali, fra questi i più nobili si fregiavano del titolo di commendatore dell'ordine. I membri erano suddivisi in diverse classi:
- i cavalieri: in numero di cento, venivano scelti tra la più alta nobiltà del regno. Il re poteva scegliere teoricamente ogni nobile che dimostrasse i tre gradi di nobiltà (delle prove false erano talvolta accettate ma i nobilitati restavano esclusi); nondimeno i membri delle famiglie ducali erano tra i più rappresentati nei ranghi dei cavalieri. I cavalieri del Saint-Esprit erano ugualmente cavalieri dell'Ordine di San Michele, ed è per questo che spesso venivano chiamati: cavalieri degli Ordini del re.
- i commendatori: si trattava di ecclesiastici, in numero di otto. L'ordine doveva contare all'origine quattro cardinali o arcivescovi e quattro vescovi, ma questo rapporto non fu sempre rispettato. Il Grande elemosiniere di Francia (grand aumônier de France) era commendatore-nato dell'ordine quindi non rientrava tra gli otto. I commendatori, essendo ecclesiastici, non potevano essere cavalieri di San Michele.
- i commendatori ufficiali: si trattava dei quattro più alti ufficiali dell'ordine. Erano assimilati in dignità ai cavalieri ed erano come loro cavalieri di San Michele. Non esisteva nessuna condizione di nobiltà per gli ufficiali dando così la possibilità al re di utilizzare queste funzioni per onorare persone recentemente nobilitate. Gli esempi più conosciuti sono quelli di Colbert, di Le Tellier per Luigi XIV o ancora verso la fine del regno, quello del ricco finanziere Antoine Crozat, (marchese di Chatel di fresca data), che fu grande tesoriere dell'Ordine. Questi incarichi potevano tuttavia essere esercitati pure da cavalieri o commendatori ecclesiastici. I quattro commendatori ufficiali erano: il cancelliere e guardasigilli, il prevosto e cerimoniere, il gran tesoriere, il cancelliere.

### Composizione
Il re di Francia era Sovrano e Gran Maestro ("Souverain Grand Maître") dell'Ordine e a lui spettavano tutte le nomine dell'Ordine. I membri erano così suddivisi al loro interno:
- 4 ufficiali
- 8 membri ecclesiastici
- 100 cavalieri

Inizialmente quattro degli 8 membri di rango ecclesiastico dovevano essere cardinali, e gli altri quattro dovevano essere arcivescovi o prelati di rilievo anche se in tempi successivi minor rigore venne posto sulla presenza di cardinali, mentre si dispose che tutti fossero grandi prelati del Regno.
I membri dell'Ordine dovevano essere tutti di religione cattolica ed in grado di mostrare i tre quarti di nobiltà. L'età minima per avere accesso all'ordine era di 35 anni con alcune eccezioni:
- I figli del re erano membri dalla nascita, ma non ricevevano le insegne dell'Ordine sino a 12 anni di età
- I Principi di Sangue potevano essere ammessi all'Ordine dall'età di 16 anni
- Membri di casate reali straniere potevano essere ammessi all'ordine dall'età di 25 anni

Tutti i Cavalieri dell'Ordine erano anche membri dell'Ordine di San Michele e per tale motivo godevano dell'appellativo generale di "Chevalier des Ordres du Roi" (Cavaliere degli Ordini del Re).

## Insegne

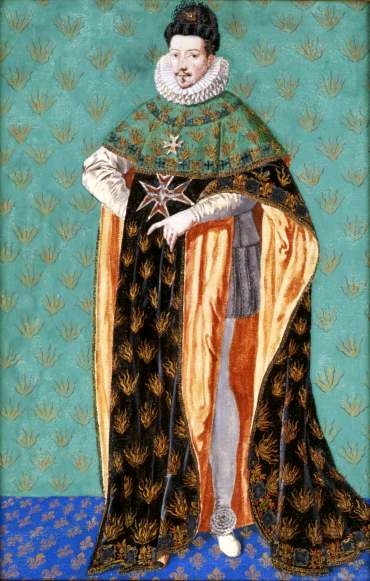
Dipinto di Re Enrico III di Francia con le vesti dell'ordine

L'insegna dell'Ordine è una croce, simile alla croce di Malta, a quattro bracci biforcati, pomati d'oro, accantonati da un giglio e caricata di una colomba d'argento ad ali spiegate e con la testa rivolta verso il basso. In occasione delle cerimonie, la croce degli ufficiali e dei commendatori ufficiali era appesa a un collare formato da gigli e da differenti motivi dorati. Più generalmente, la croce era sospesa a un largo nastro di color cangiante blu cielo, da qui il soprannome di cordon bleu ai cavalieri che lo indossavano ad armacollo, dalla spalla destra al fianco sinistro. I commendatori la portavano intorno al collo. I cavalieri e i commendatori ufficiali portavano inoltre una croce dello Spirito Santo, ricamata, sul petto.
Per le cerimonie dell'Ordine e quando i cavalieri dell'Ordine svolgevano momenti di comunione, indossavano tutti un lungo mantello di velluto nero ricamato con fiamme rosse ed oro e con la rappresentazione sui lati delle insegne dell'Ordine. Come il mantello reale, anche questo mantello aveva le spalle coperte di ermellino.

Gran Collare di Cavaliere dell'Ordine
Collare ordinario dell'Ordine

## Storiografi degli ordini del re
- Germain-François Poullain de Saint-Foix, maître des eaux et forêts di Rennes, venne nominato storiografo degli Ordini del Re con atto del 18 settembre 1758.
- Bernard Chérin, genealogista degli Ordini, aveva ottenuto la facoltà di succedere a Saint-Foix come storiografo dei medesimi Ordini dal 28 luglio 1770. Esercitò questa duplice carica fino alla sua morte sopraggiunta il 21 maggio 1785.
- Adrien-Michel Blein de Sainmore, custode degli archivi e segretario della cancelleria degli Ordini del Re, venne nominato storiografo dei medesimi Ordini con atto del 26 marzo 1786.

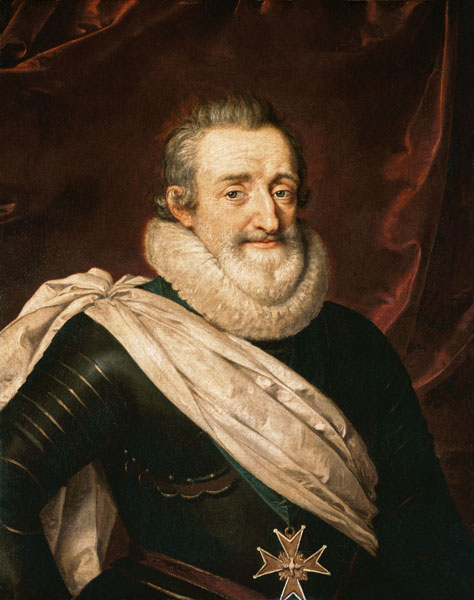
Enrico IV di Francia, Gran Maestro dell'Ordine
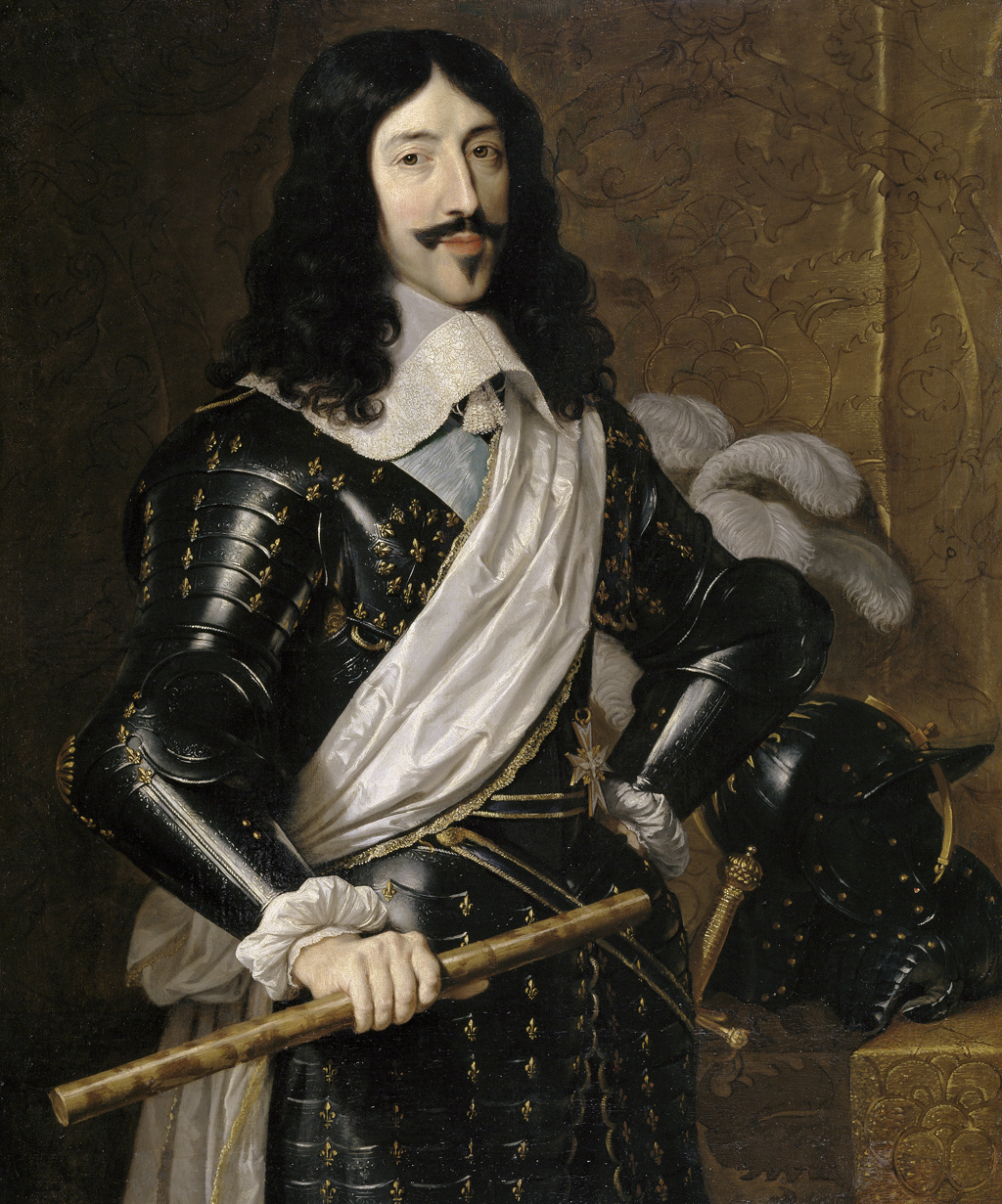
Luigi XIII di Francia, Gran Maestro dell'Ordine
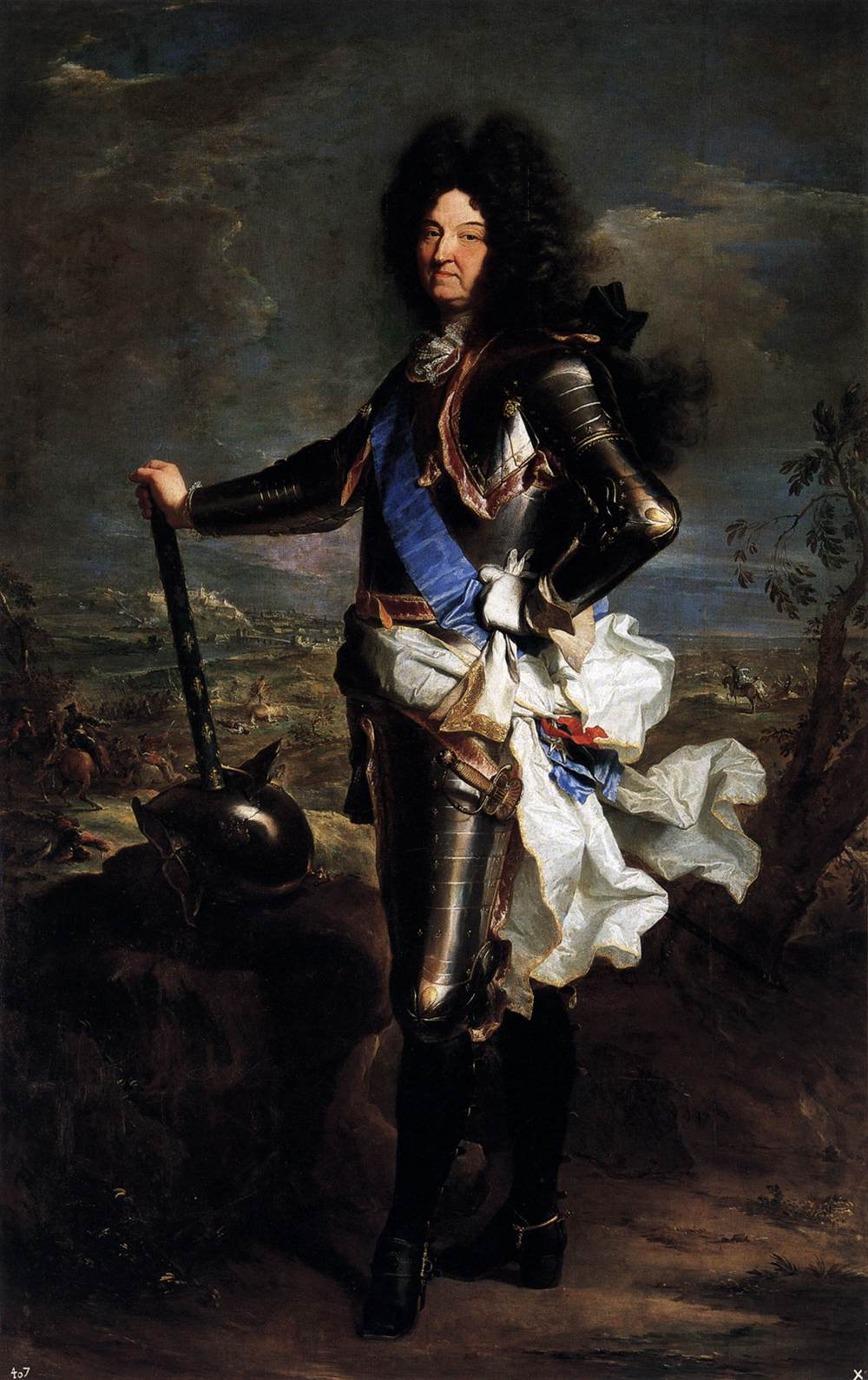
Luigi XIV di Francia, Gran Maestro dell'Ordine
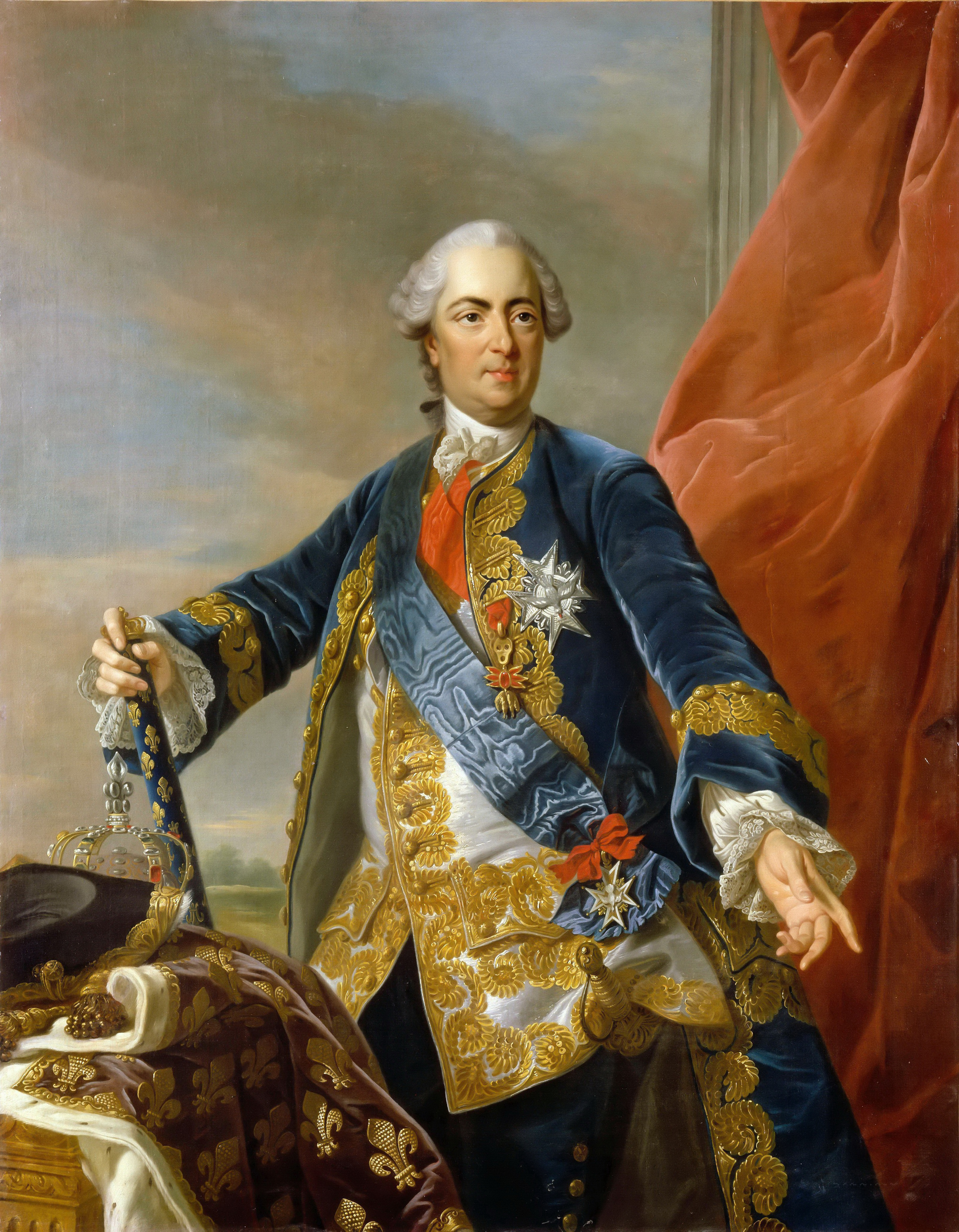
Luigi XV di Francia, Gran Maestro dell'Ordine
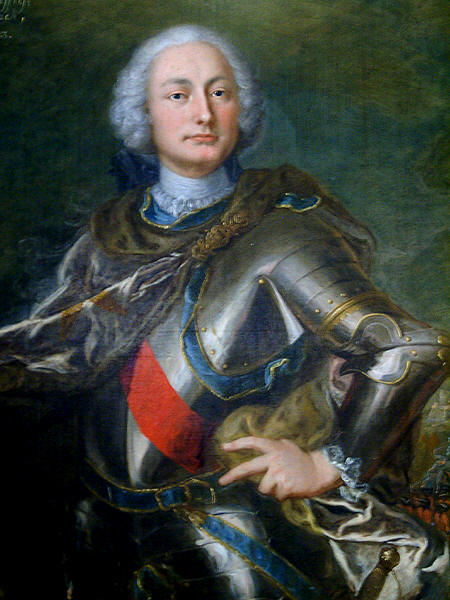
Louis Auguste Augustin d'Affry, maresciallo di campo delle guardie svizzere di Luigi XVI, cavaliere dell'Ordine
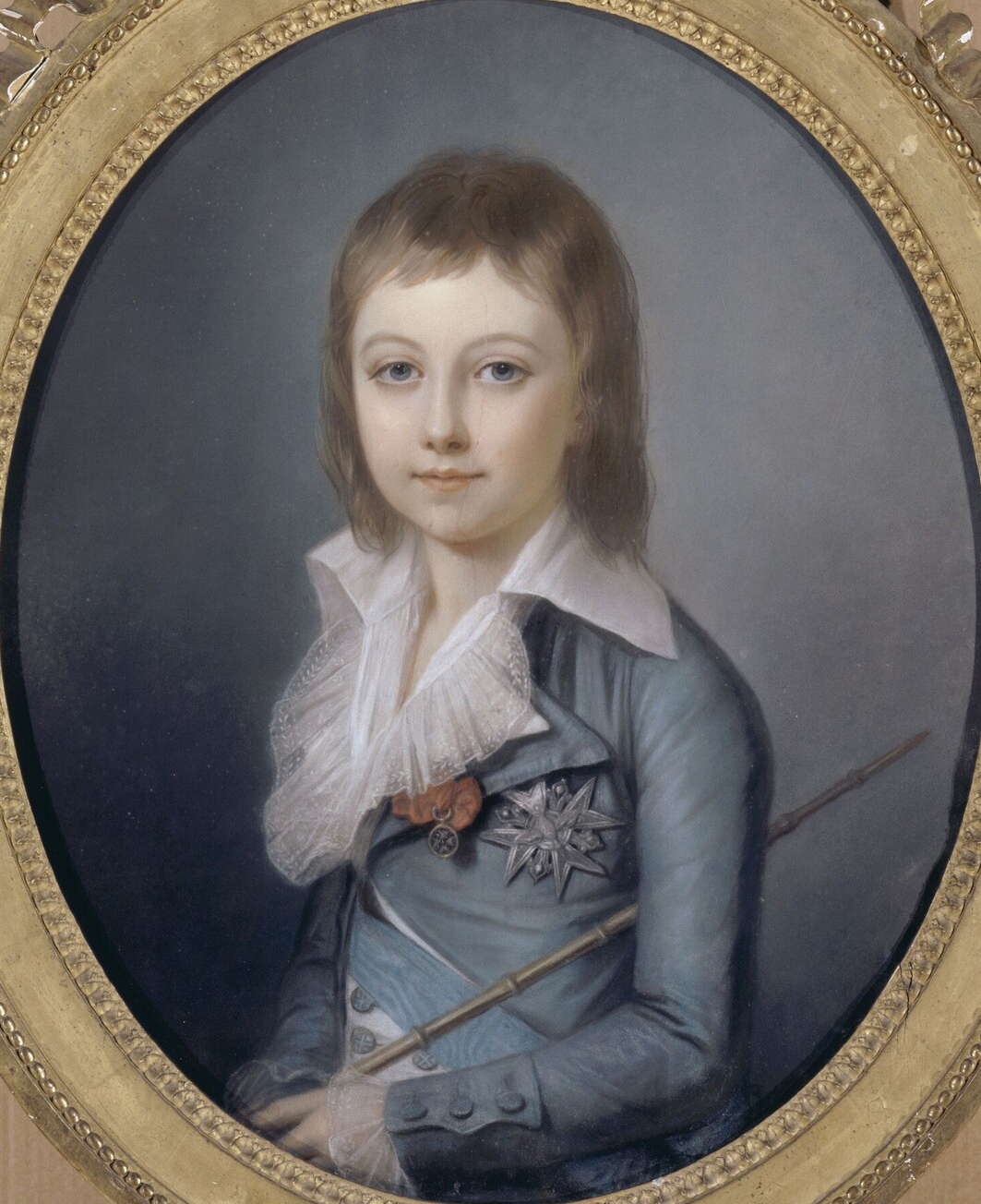
Luigi XVII di Francia, Gran Maestro dell'Ordine
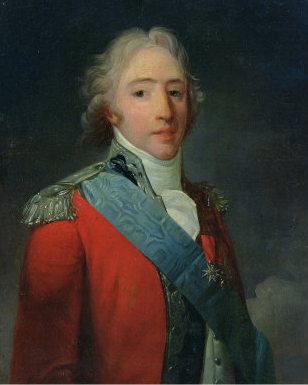
Carlo X di Francia, Gran Maestro dell'Ordine
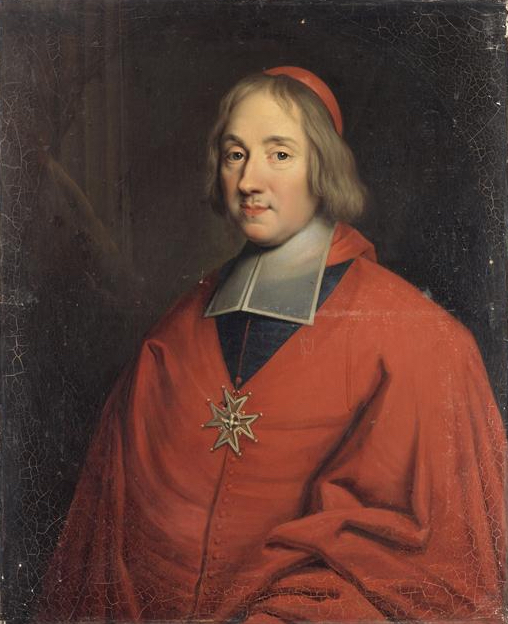
Il cardinale di Noailles, arcivescovo di Parigi, porta sul petto la croce di commendatore dell'Ordre du Saint-Esprit
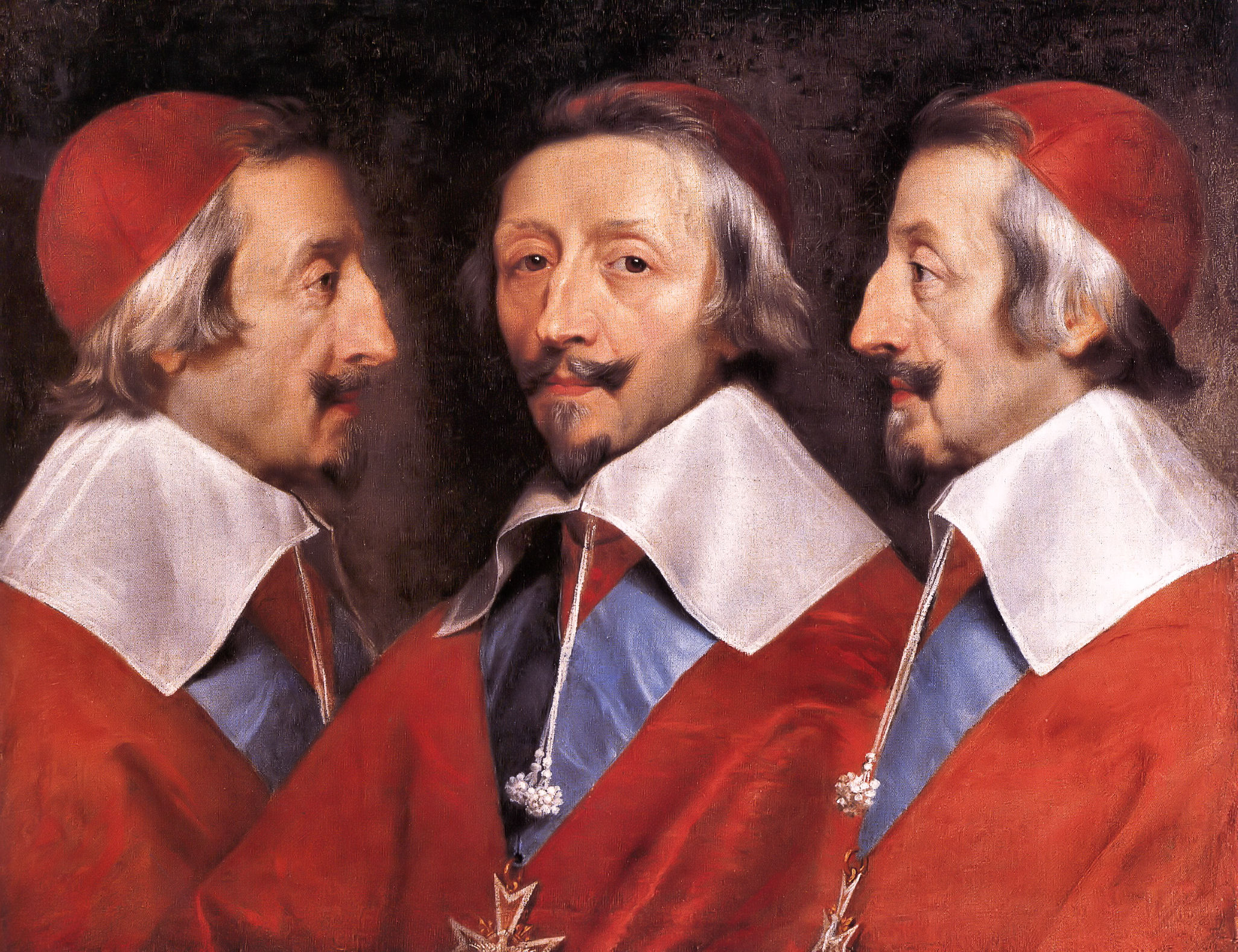
Armand-Jean du Plessis de Richelieu, commendatore dell'Ordine
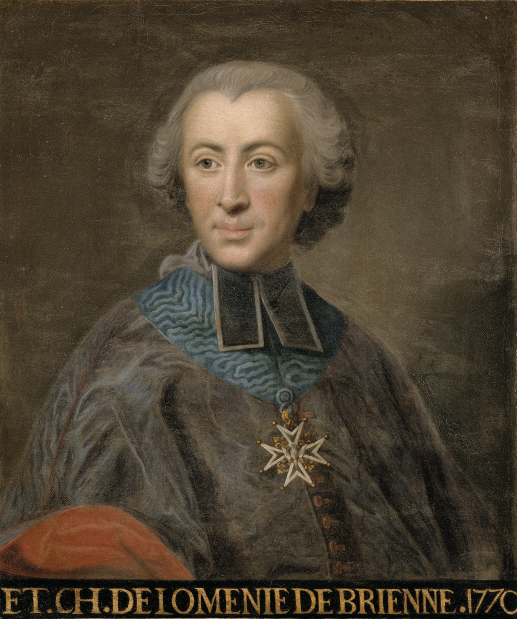
Étienne-Charles de Loménie de Brienne, commendatore dell'Ordine
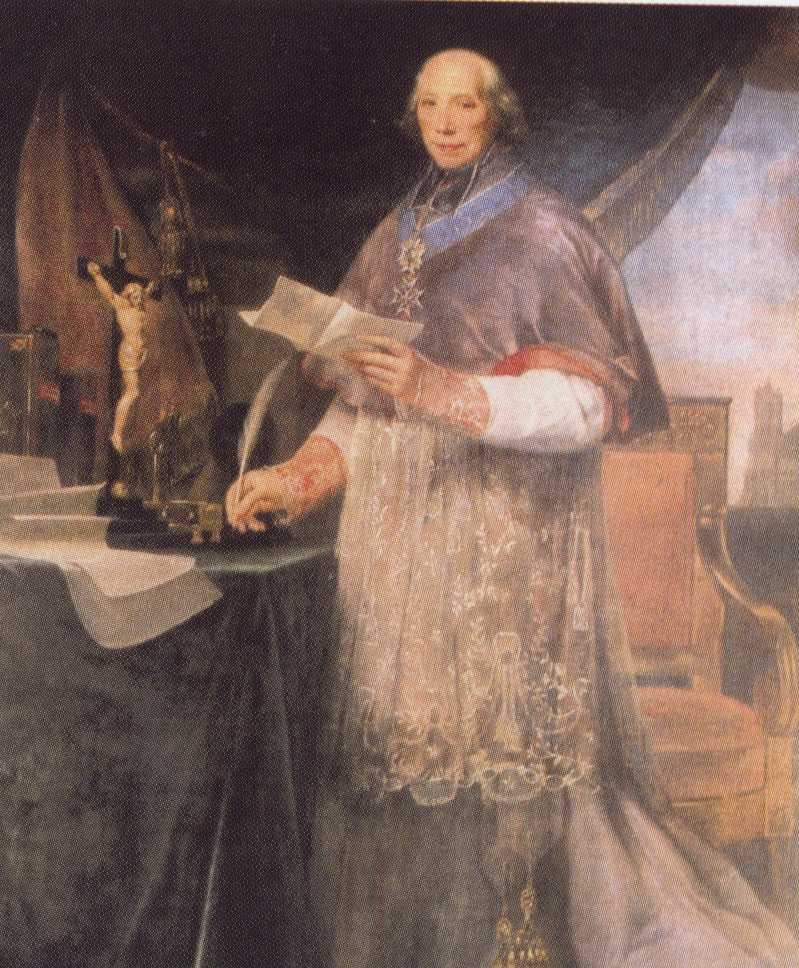
Alexandre-Angélique de Talleyrand-Périgord, commendatore dell'Ordine
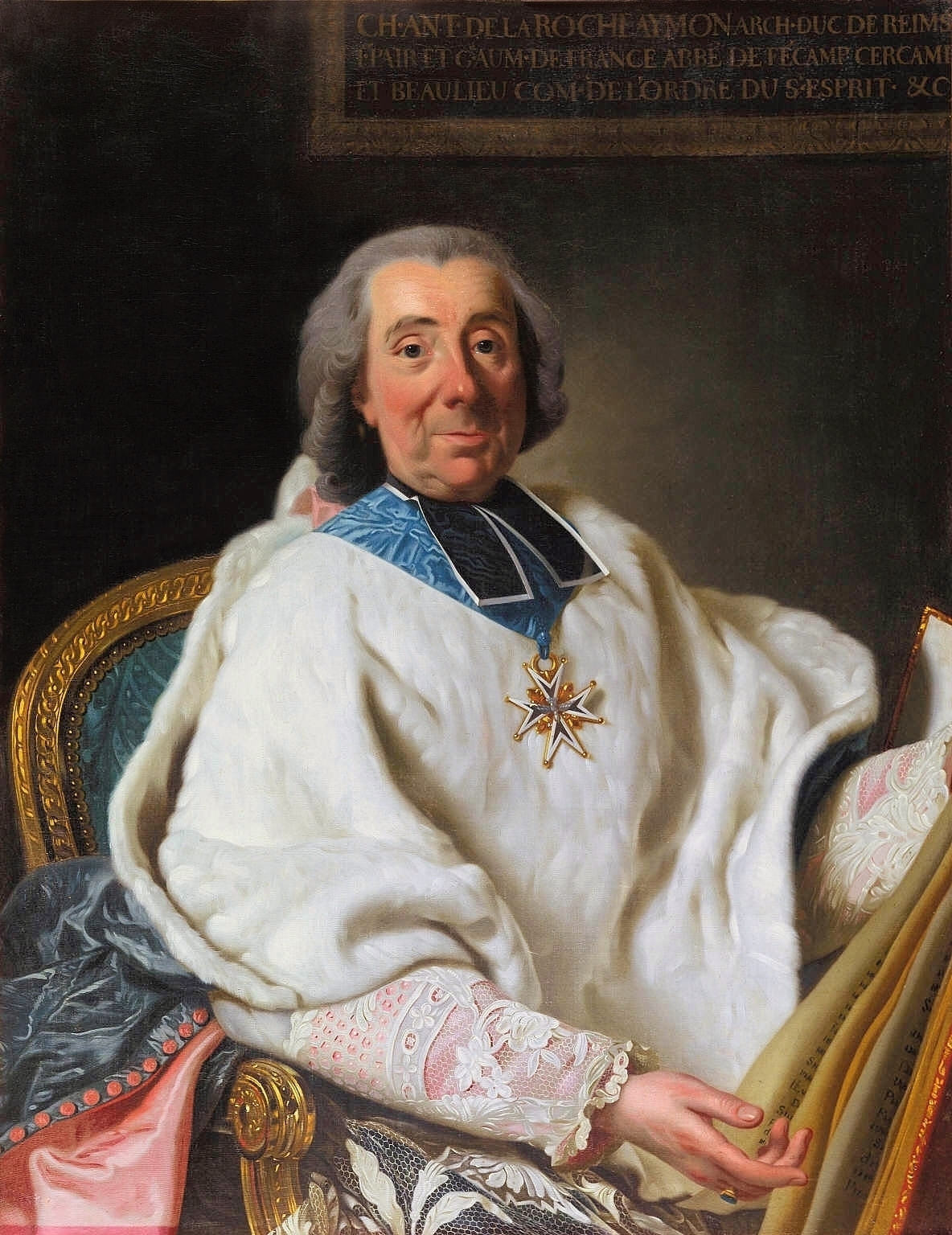
Charles-Antoine de la Roche-Aymon, commendatore dell'Ordine
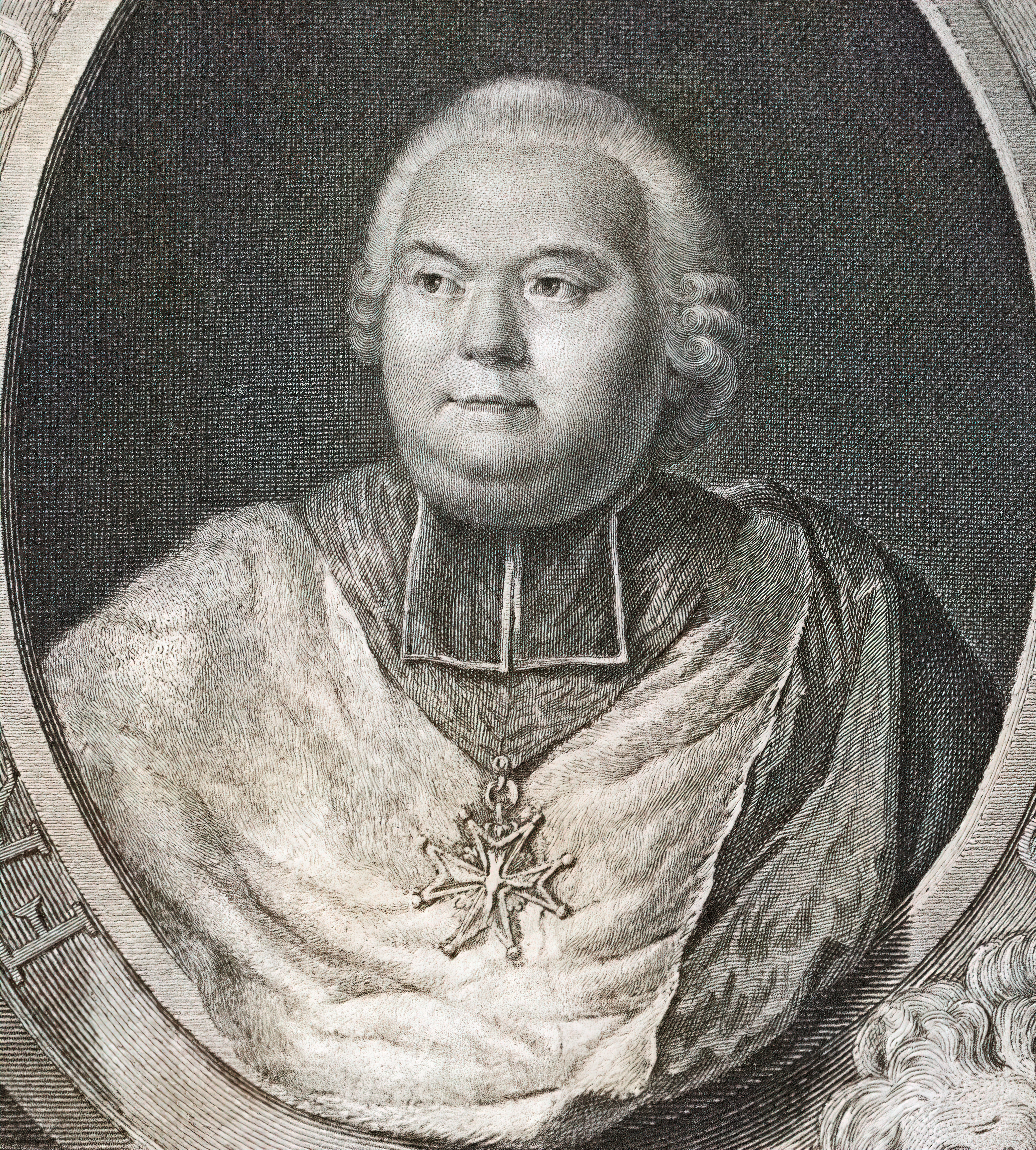
François-Joachim de Pierre de Bernis, commendatore dell'Ordine
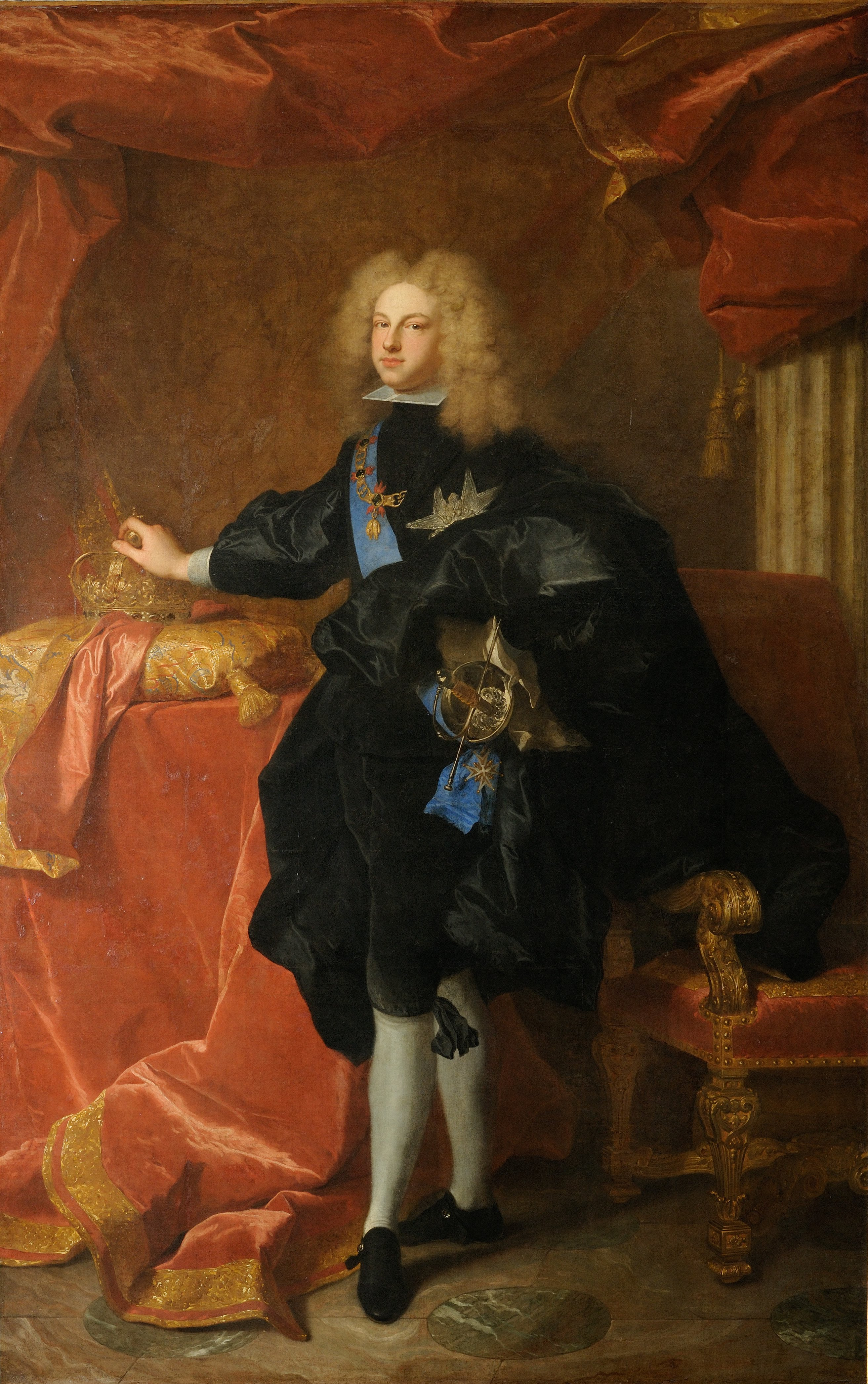
Filippo V di Spagna, cavaliere dell'Ordine
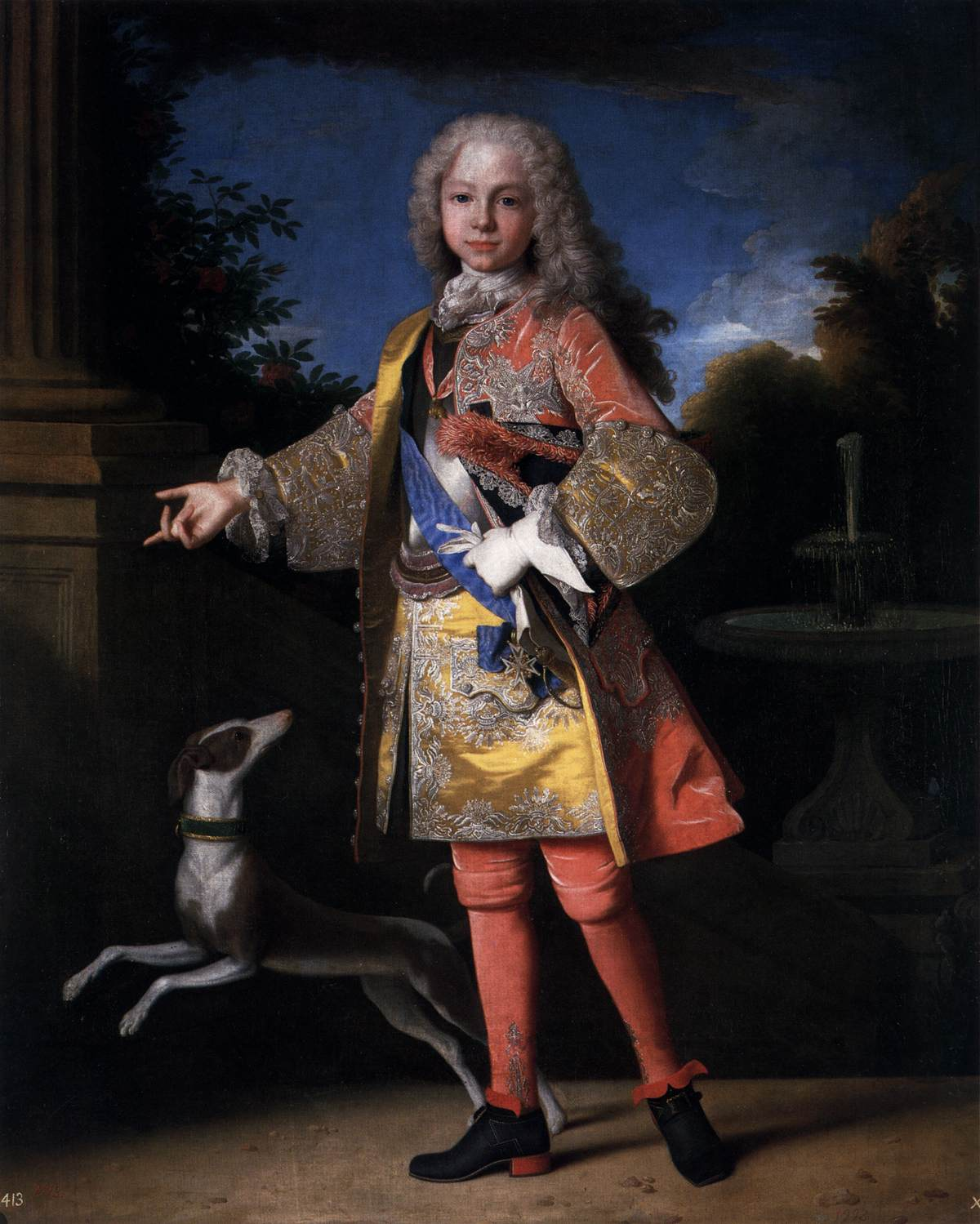
Ferdinando VI di Spagna, cavaliere dell'Ordine
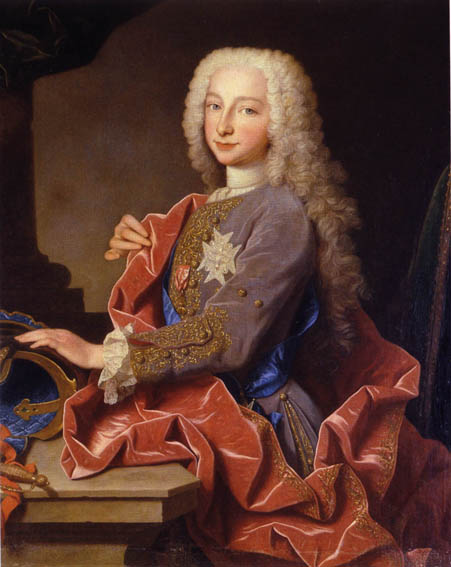
Carlo di Borbone, futuro Carlo III di Spagna, cavaliere dell'Ordine
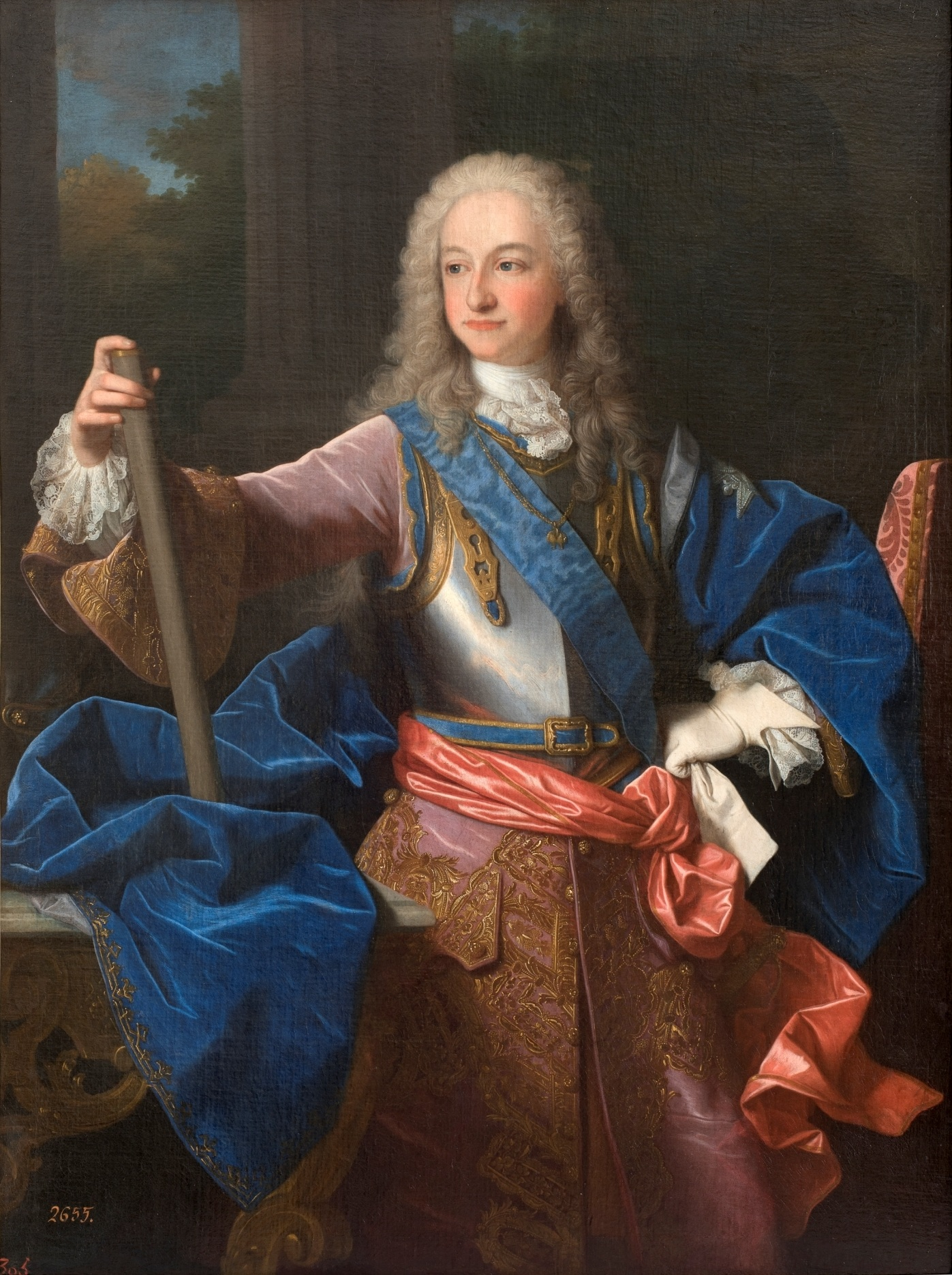
Luigi I di Spagna, cavaliere dell'Ordine
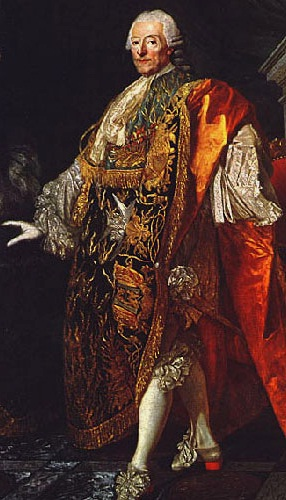
Il Duca di Richelieu con la Veste di cavaliere dell'Ordre du Saint-Esprit, di Francesco Maria Schiaffino (1748), Museo del Louvre
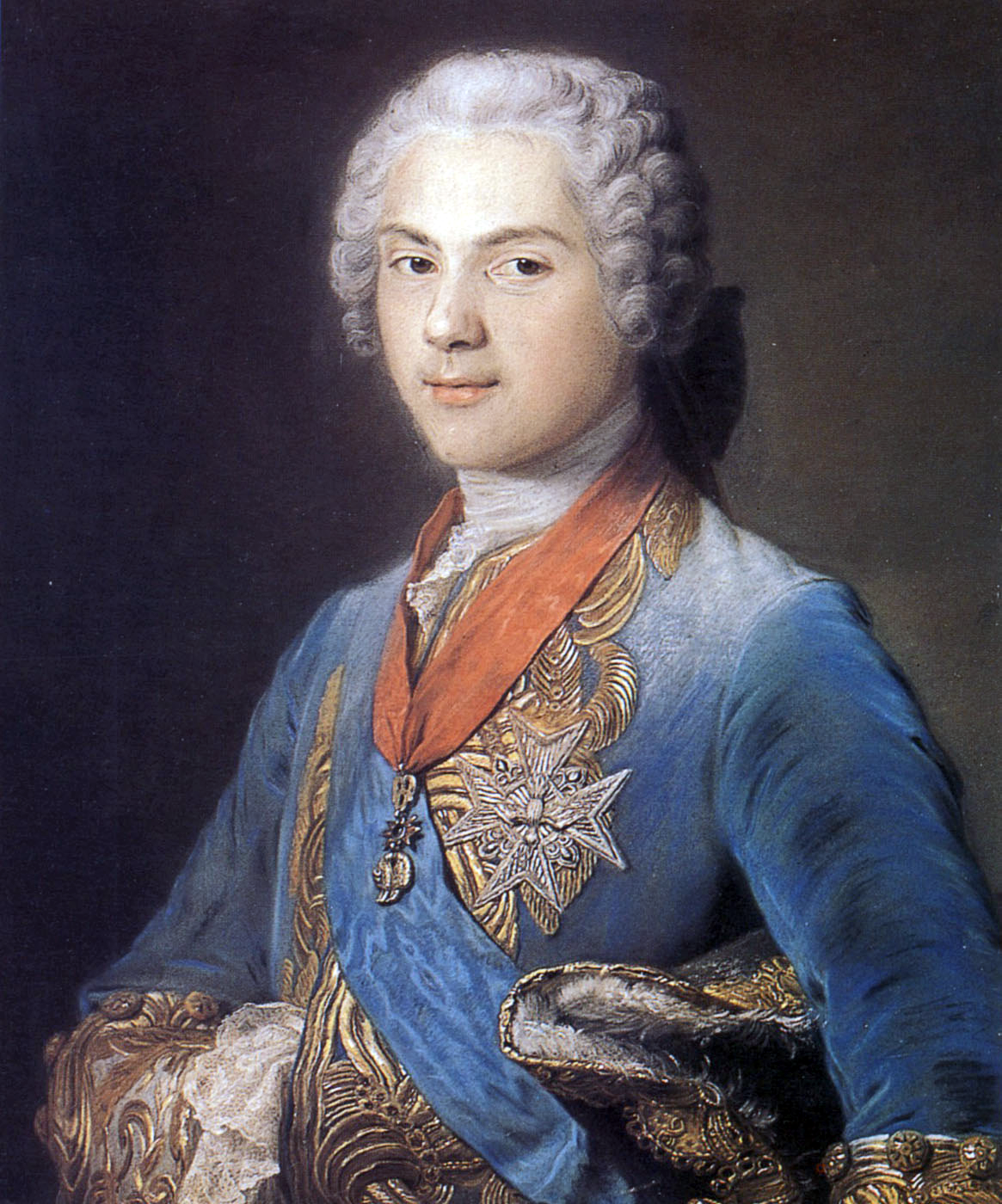
Luigi Ferdinando di Borbone-Francia, cavaliere dell'Ordine
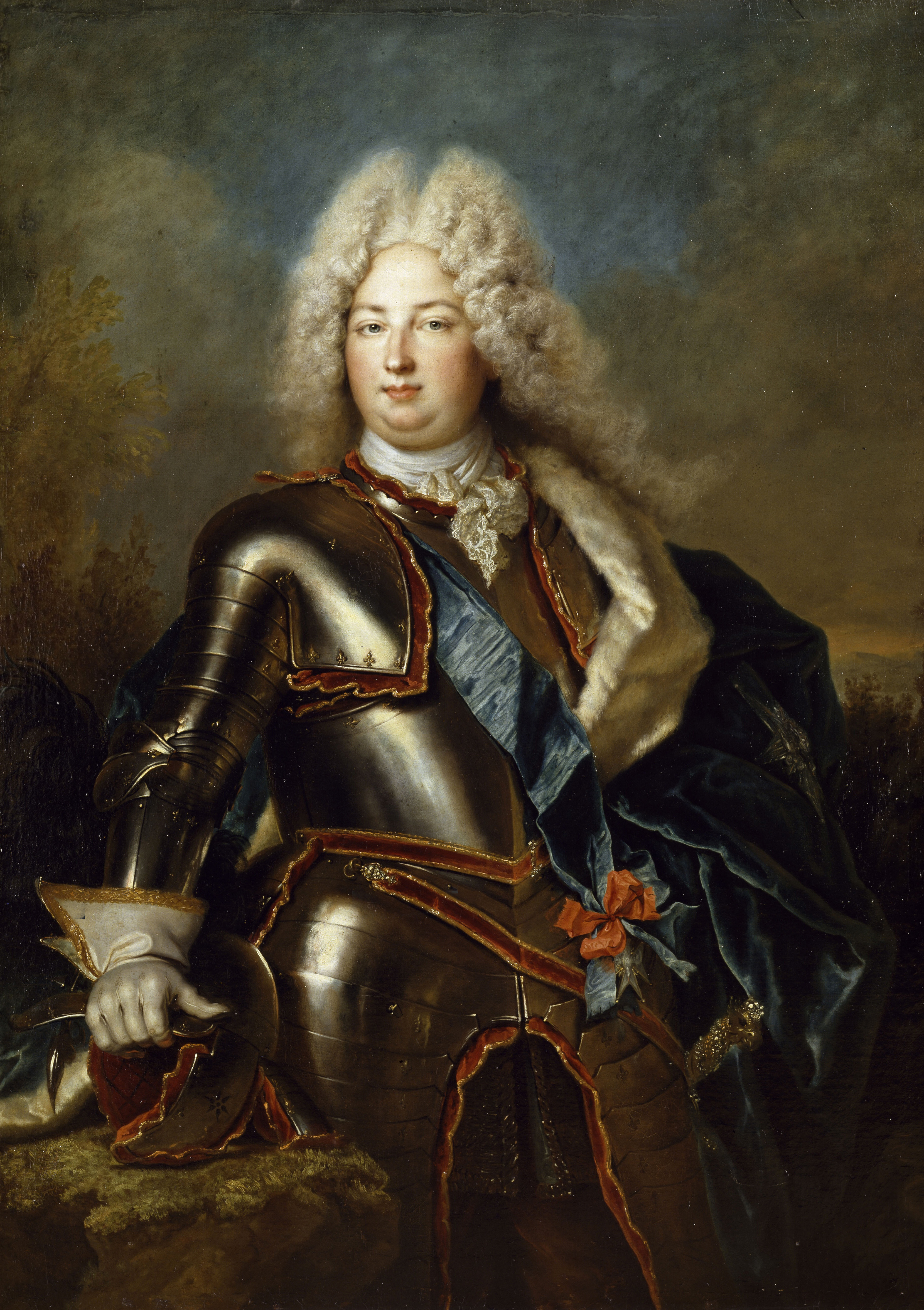
Il Duca di Berry, cavaliere dell'Ordine
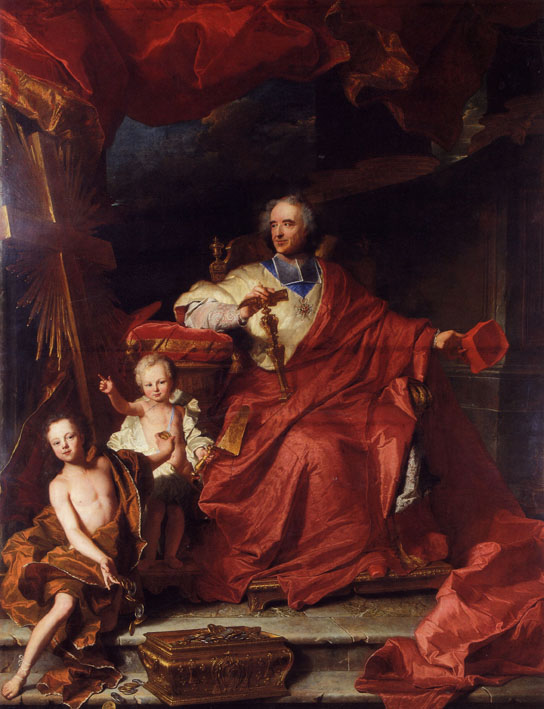
Emmanuel Théodose de La Tour d'Auvergne, cavaliere dell'Ordine
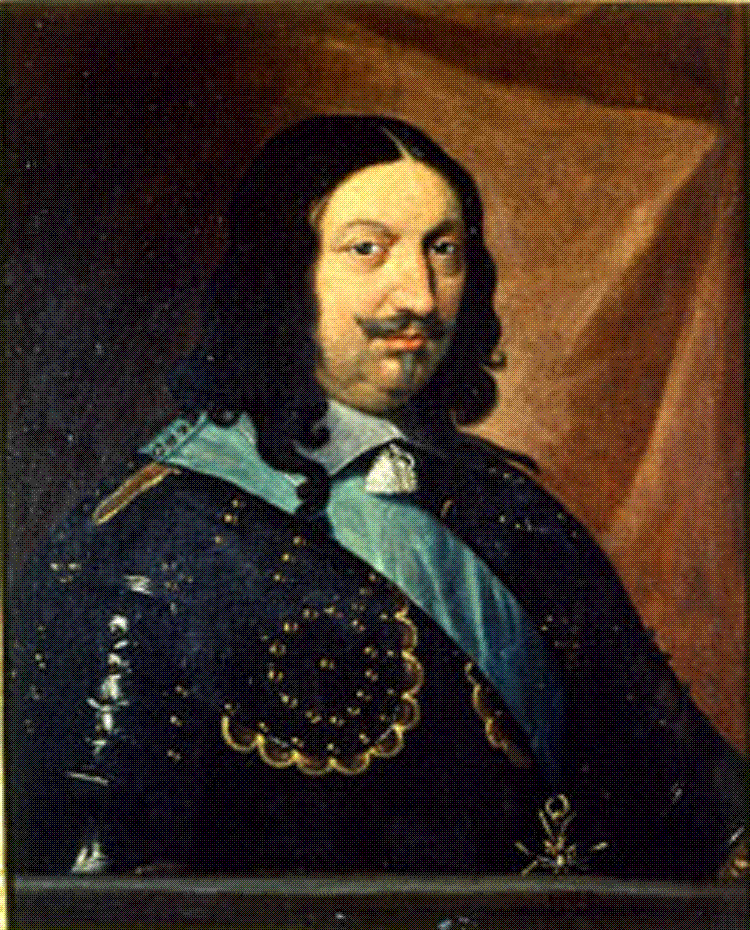
Onorato II di Monaco, cavaliere dell'Ordine
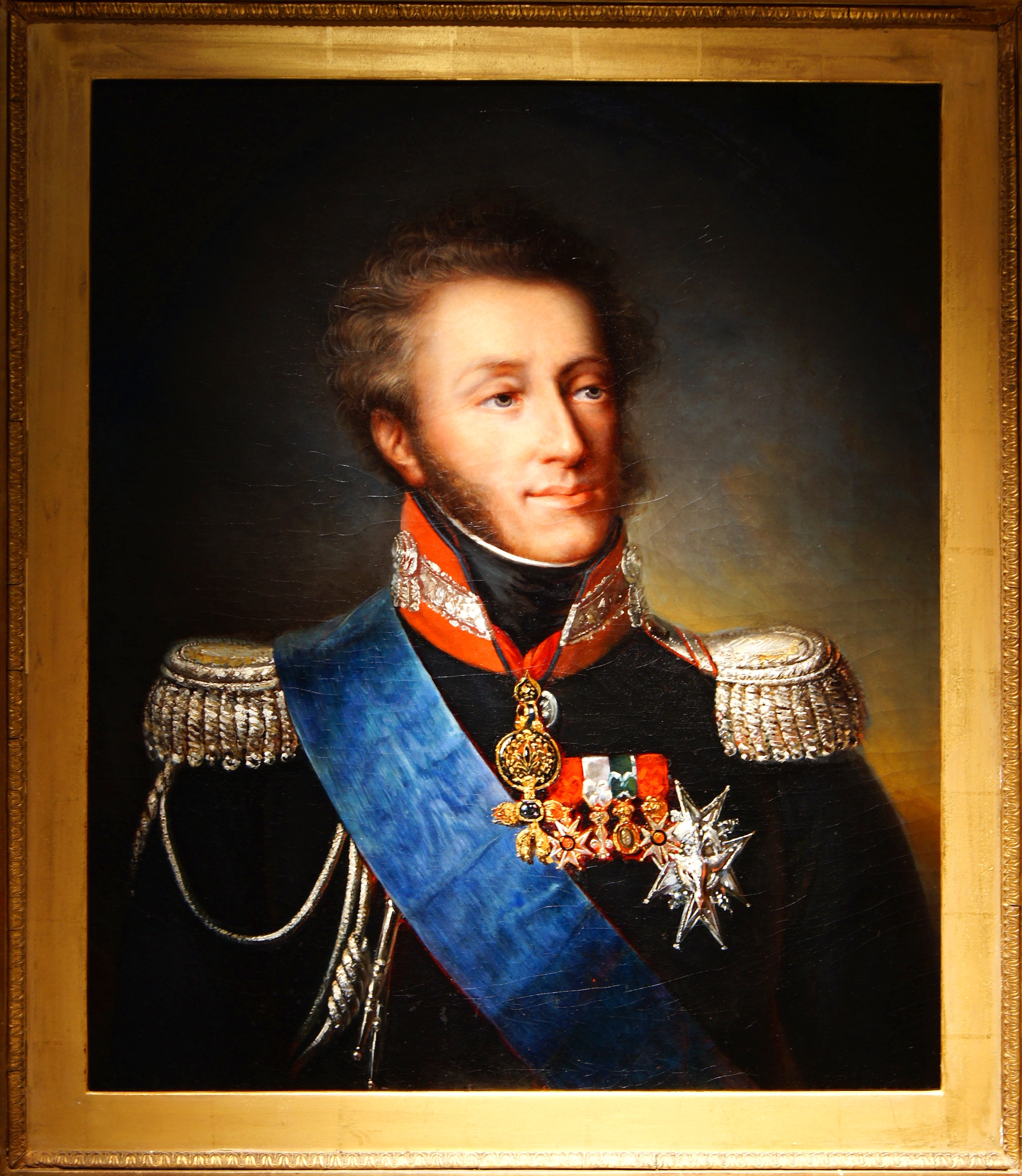
Luigi Antonio di Borbone-Francia, cavaliere dell'Ordine
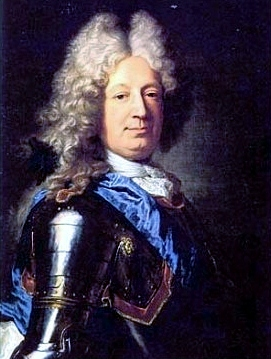
Carlo Francesco Ventimiglia du Luc, commendatore dell'Ordine.